# Czesław Jakubowski (podpułkownik)
Czesław Jakubowski (ur. 15 sierpnia 1882 w Łodzi, zm. 18 listopada 1932) – podpułkownik lekarz Wojska Polskiego, działacz niepodległościowy.

## Życiorys
Urodził się 15 sierpnia 1882 w Łodzi, w rodzinie Teofila i Marii z Biernackich. Został lekarzem, uzyskał stopień doktora. Po odzyskaniu przez Polskę niepodległości został przyjęty do Wojska Polskiego. Pełnił służbę na stanowisku zastępcy dowódcy Szpitala Ujazdowskiego w Warszawie. Na tym stanowisku 24 czerwca 1920 został zatwierdzony z dniem 1 kwietnia 1920 w stopniu podpułkownika, w Korpusie Lekarskim, w grupie oficerów byłych Korpusów Wschodnich i byłej armii rosyjskiej.
3 maja 1922 został zweryfikowany w stopniu podpułkownika ze starszeństwem od 1 czerwca 1919 i 58. lokatą w korpusie oficerów sanitarnych (lekarzy). Jako oficer nadetatowy 1 Batalionu Sanitarnego służył w Centralnej Składnicy Sanitarnej, gdzie w 1923 był kierownikiem, a w 1924 lekarzem.
Był żonaty ze Stefanią z Grabowskich (ur. 24 marca 1884 w Piotrkowie Trybunalskim). Dzieci nie miał. 31 sierpnia 1929 przeprowadził się z Chodzieży do Poznania na ul. Matejki 56. Do końca życia był dyrektorem kasy chorych w Poznaniu. Zmarł 18 listopada 1932 w Poznaniu w wieku 50 lat. Został pochowany na cmentarzu Powązkowskim w Warszawie (pod murem ul. Tatarskiej, grób 304).

## Ordery i odznaczenia
- Krzyż Niepodległości – 20 lipca 1932 „za pracę w dziele odzyskania niepodległości”[11][1][12]
- Krzyż Walecznych trzykrotnie[13]

Był odznaczony lub przedstawiony do odznaczenia Orderem Odrodzenia Polski.